# James M. Johnston (General)

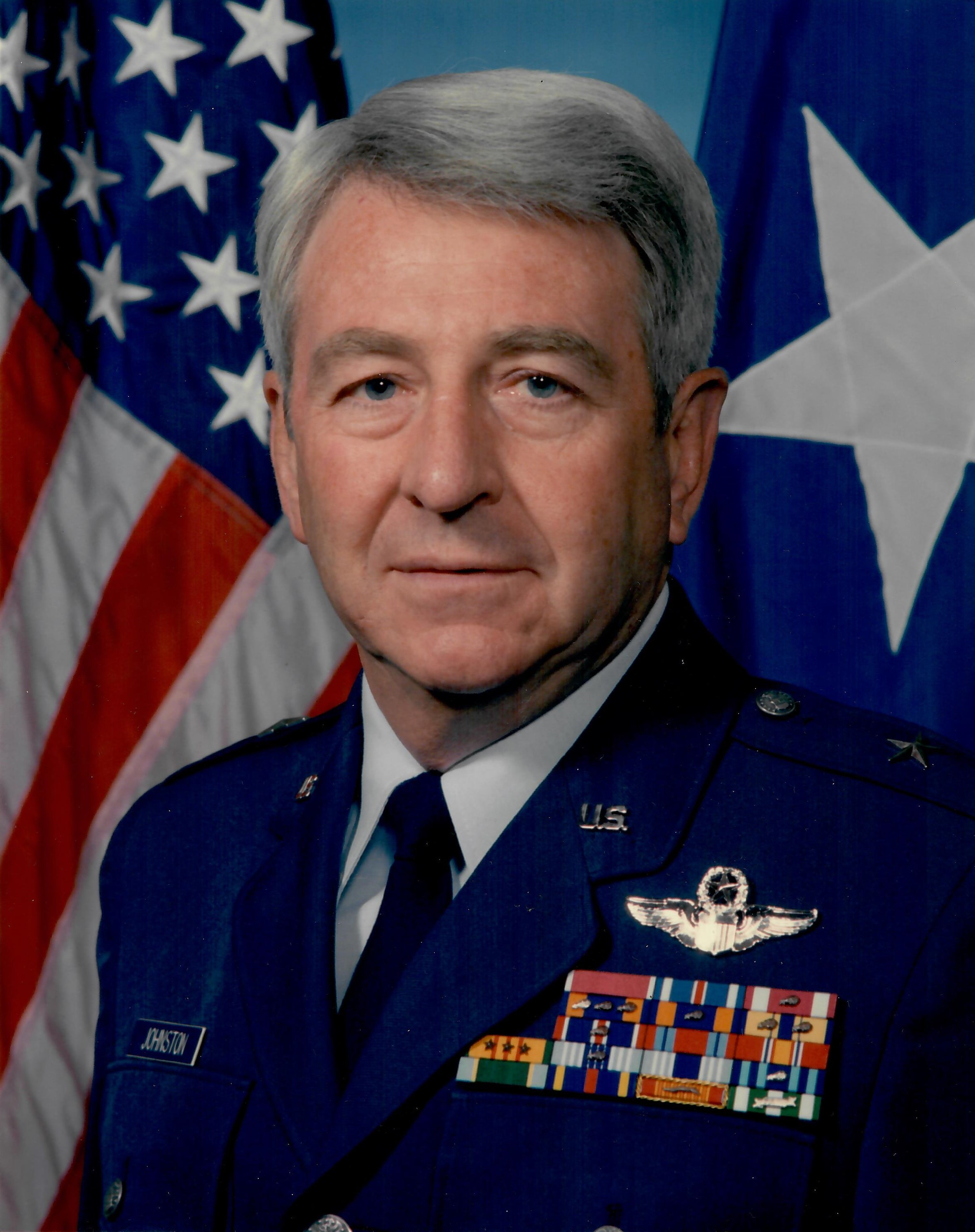
James M. Johnston (1992)

James M. Johnston (* 1940 in Stamford, an der Grenze zwischen dem Jones und dem Haskell County in Texas) ist ein pensionierter Brigadegeneral der United States Air Force. Er war unter anderem kommissarischer Kommandeur der United States Forces Japan und der 5. Luftflotte.
Über das ROTC-Programm der Texas Technological University gelangte er im Jahr 1962 in das Offizierskorps des United States Air Force. Dort durchlief er anschließend alle Offiziersränge vom Leutnant bis zum Brigadegeneral.
Im Lauf seiner militärischen Karriere absolvierte er verschiedene Kurse und Schulungen. Dazu gehörten unter anderem eine Ausbildung zum Kampfpiloten und weitere Fortbildungskurse als Pilot neuer Flugzeugtypen; das Air Command and Staff College auf der Maxwell Air Force Base in Alabama und das National War College in Fort Lesley J. McNair, Washington, D.C.
In seinen frühen Jahren als Offizier der Luftwaffe war er an verschiedenen Stützpunkten in den Vereinigten Staaten stationiert. Dabei war er als Pilot, Flugausbilder oder Stabsoffizier bei unterschiedlichen Einheiten tätig. Dazwischen absolvierte er die erwähnten Schulungen. Zwischen November 1965 und November 1966 war er als Kampfpilot im Vietnamkrieg eingesetzt. Dabei flog er 231 Kampfeinsätze. Danach setze er seine Offizierslaufbahn in den Vereinigten Staaten fort.
Anfang der 1970er Jahre kommandierte er an der United States Air Force Academy die 40. Kadettenschwadron (40th Cadet Squadron). Anfang 1974 war er in Thailand stationiert, wo er in der Endphase des Vietnamkriegs Flugkommandeur (flight commander) der 4. Taktischen XXX (4th Tactical Fighter Squadron) war. Eine weitere Auslandsversetzung führte ihn im August 1974 nach England, wo er bis 1977 bei der 91. bzw. 92. Taktischen Schwadron als Operationsoffizier tätig war.
Im Jahr 1979 kommandierte Johnston die 334th Tactical Fighter Squadron, die auf der Seymour Johnson Air Force Base in North Carolina stationiert war. Im Dezember 1980 wurde er auf der gleichen Basis Stabsoffizier beim 4. Taktischen Kampfgeschwader. Zwischen August 1981 und Juni 1982 absolvierte er das National War College. Danach war er für einige Zeit Stabsoffizier im Hauptquartier der Air Force. Es folgte eine Versetzung zur Luke Air Force Base in Arizona, wo er im Januar 1984 stellvertretender Kommandeur des 405th Tactical Fighter Wing wurde. Im Mai 1984 übernahm er auf der gleichen AFB das Kommando über das 58. Taktische Ausbildungsgeschwader (58th Tactical Training Wing).
Daran schloss sich eine Versetzung zur Hill Air Force Base in Utah an. Dort hatte er zwischen September 1985 und Oktober 1986 das Kommando über das 388. Taktische Kampfgeschwader (388th Tactical Fighter Wing). Danach wurde er Generalinspekteur des Tactical Air Commands, das auf der Langley Air Force Base in Virginia ansässig war. Diese Aufgabe nahm er bis Juli 1988 wahr. Anschließend wurde er Abteilungsleiter (director of aerospace safety) beim Air Force Inspection and Safety Center auf der Norton Air Force Base in Kalifornien.
Im Mai 1990 wurde James Johnston auf die Yokota Air Base in Japan versetzt. Dort bekleidete er bis zu seiner Pensionierung im Jahr 1992 das Amt des stellvertretenden Kommandeurs der United States Forces Japan und der 5. Luftflotte. In dieser Eigenschaft war er zwischen dem 18. Juli und dem 9. August 1991 kommissarischer Kommandeur dieser beiden Organisationen. Dabei überbrückte er die Zeit zwischen dem Ausscheiden des vorigen Kommandeurs James B. Davis und dem Amtsantritt von dessen regulären Nachfolger Richard E. Hawley.
Während seiner aktiven Zeit als Militärpilot absolvierte er über 4600 Flugstunden auf verschiedenen Flugzeugtypen.

## Orden und Auszeichnungen
James Johnston erhielt im Lauf seiner militärischen Laufbahn unter anderem folgende Auszeichnungen:
- Air Force Distinguished Service Medal
- Legion of Merit
- Distinguished Flying Cross
- Meritorious Service Medal
- Air Medal
- Air Force Commendation Medal
- Vietnam Service Medal
- Gallantry Cross (Südvietnam)